# استرات‌فیلد مورتیمر
استرات‌فیلد مورتیمر (به انگلیسی: Stratfield Mortimer) یک روستا و محله مدنی در بریتانیا است که در بارکشر غربی واقع شده‌است. استرات‌فیلد مورتیمر ۹٫۶۷ کیلومتر مربع مساحت و ۳٬۸۰۷ نفر جمعیت دارد.